# خانه شاپوری
خانه شاپوری یا عمارت شاپوری مربوط به اوایل دوره پهلوی است و در شیراز، خیابان انوری، روبروی خیابان اهلی واقع شده است. این اثر در تاریخ ۱۶ مهر ۱۳۷۹ با شمارهٔ ثبت ۲۷۸۱ به‌عنوان یکی از آثار ملی ایران به ثبت رسیده است.

## تاریخچه
این اثر از سالهای ۱۳۱۰ تا ۱۳۱۵ توسط استاد ابوالقاسم مهندسی معمار معروف شیرازی بنا شده است و متعلق به عبدالصاحب شاپوری از تاجران بزرگ کازرون بوده است.
تا دهه ۷۰ هجری شمسی این بنا مورد استفادهٔ خانوادهٔ شاپوری بود و چند سال به صورت متروکه رها شده‌بود و در نهایت در سال ۱۳۷۸ سازمان میراث فرهنگی استان فارس آن را خریداری و ثبت میراث فرهنگی ایران کرد.

## مشخصات بنا
این بنا در دو طبقه با زیربنای ۸۴۰ مترمربع و در زمینی به مساحت ۴۶۳۵ مترمربع به سبک سنتی معماری پهلوی اول بنا شده است و جزو اولین بناهایی است که در آن سال‌ها با رویکرد آزادانه به معماری طراحی شده است.

## خصوصیات منحصربه فرد بنا
- خصوصیاتی که باعث تمایز این بنا ازدیگر بناهای زمان خود می‌شود عبارت است از:
- دسترسی به عمارت از محور اصلی نمی‌باشد و با ۹۰ درجه تغییر از کنار (ضلع شمالی) صورت می‌پذیرد.
- در این بنا نیز مانند سایر باغ‌های ایرانی قرینگی نسبت به محور اصلی می‌باشد ولی نوع درختان و نحوه قرارگیری آن‌ها قرینه نیستند.
- در عمارت شاپوری بعد ازگذراز ورودی عمارت در میانه ساختمان راه پله در وسط از دیگر طرح‌های متمایز معماری این بنا است که در بناهای هم دوره اش به چشم نمی‌خورد.
- از دیگر ابداعات ای معمار اختصاص دادن عملکرد خاص به هر اتاق است و چند منظوره بودن اتاق‌ها چنانچه در گذشته مرسوم بوده دیگر مشاهده نمی‌شود.
- اضافه نمودن بالکن به بنا که در معماری ایرانی جایگاهی نداشته از دیگر مخصات معماری عمارت شاپوری است.
- قرار گرفتن ۱۴ ستون به قرینگی هم با تزئینات منحصر بفرد در گرداگرد بالکن هویتی خاص به این فضا می‌دهد و این ابتکار خلاقانه را به اوج خود می‌رساند.
- همچنین بهار خواب نیز که محل استراحت تابستانی است دارای بالکن و ستون‌های مشابه ستون‌های بالکن اصلی است.

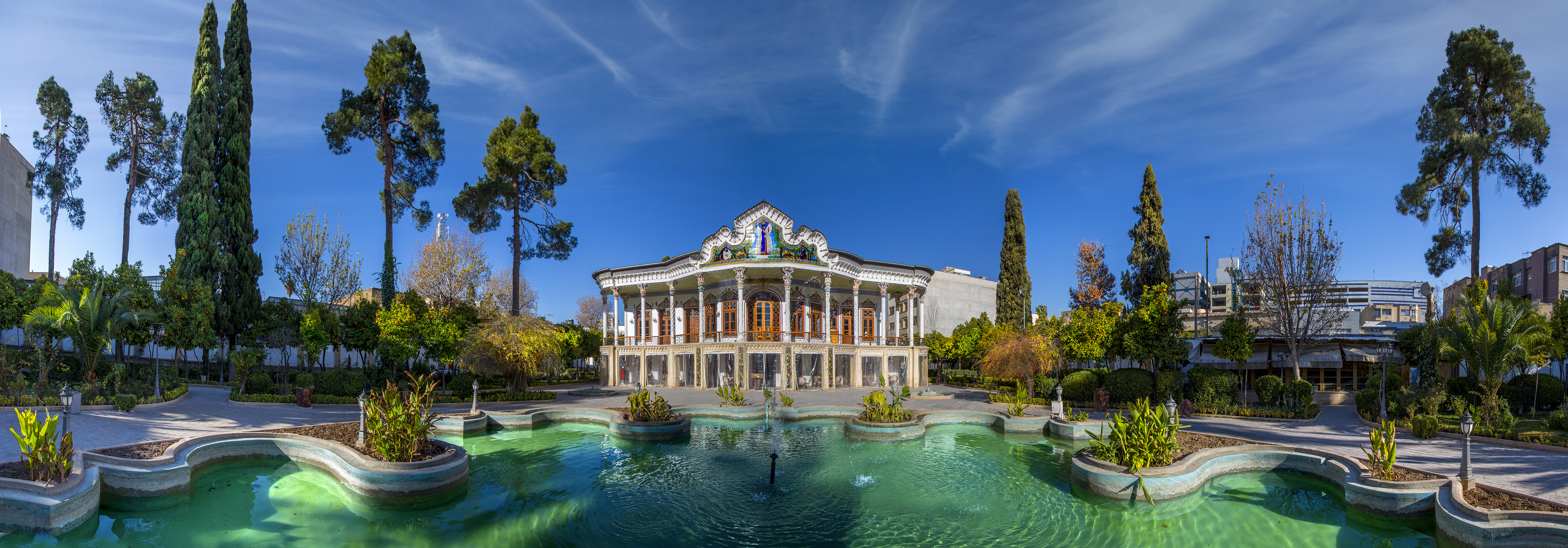
سراسرنمایی از خانه شاپوری

## کاربری جدید
بازدید عموم از این اثر آزاد است و در آن رستوران و کافی شاپ و نمایشگاه آثار فرهنگی و هنری استان فارس دایر است.

## نگارخانه

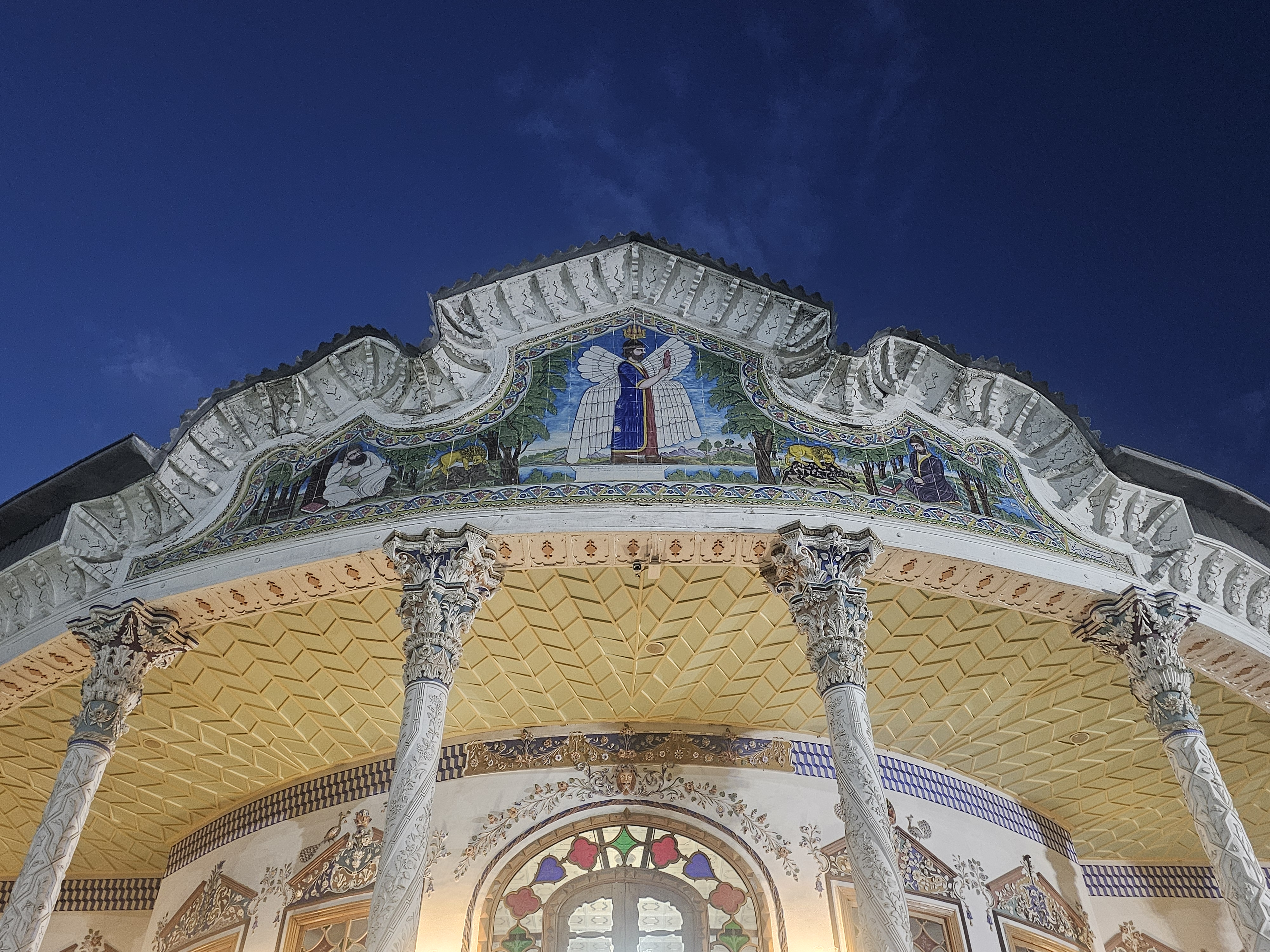
تصویر بالای عمارت
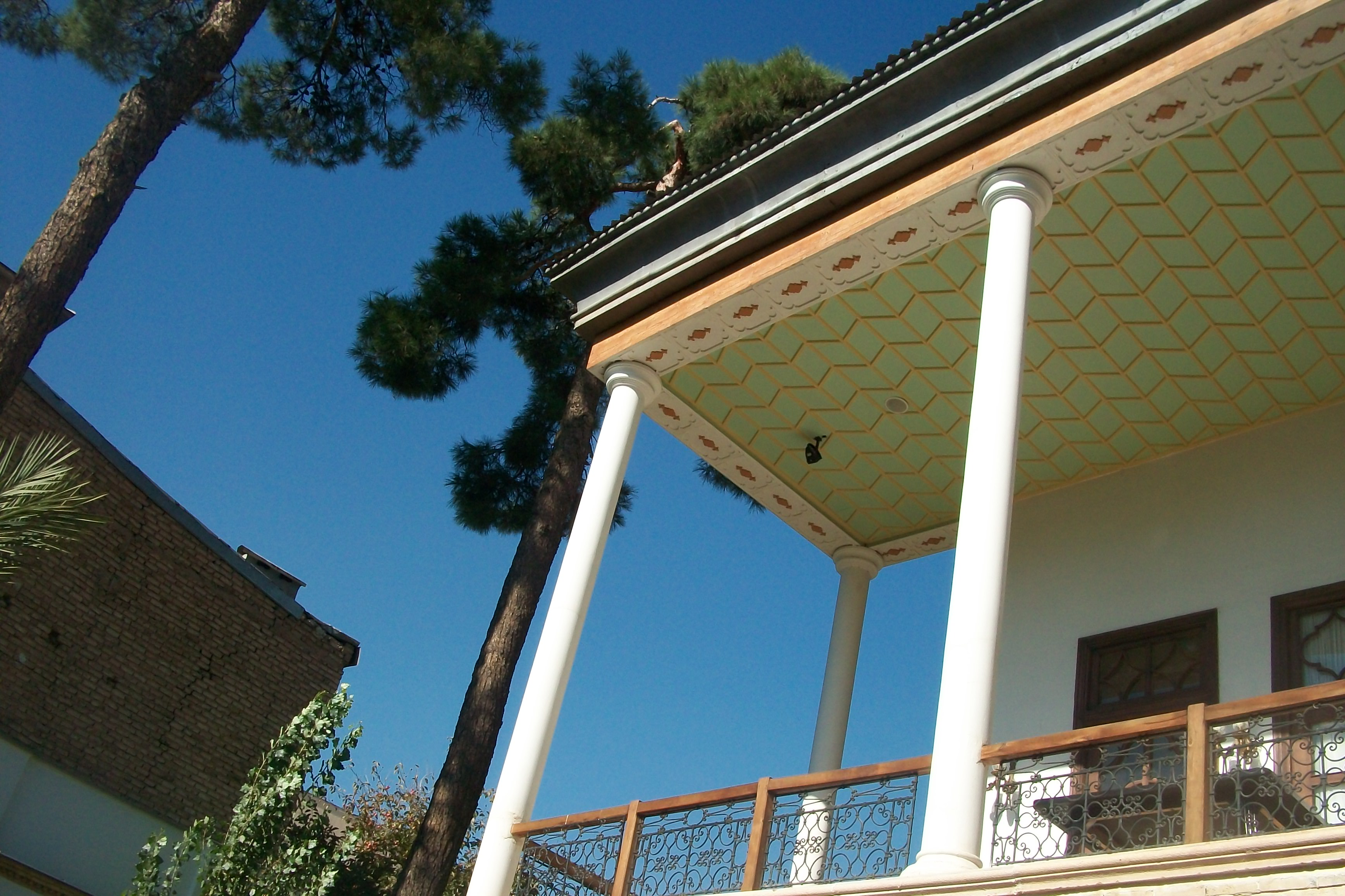
عمارت شاپوری
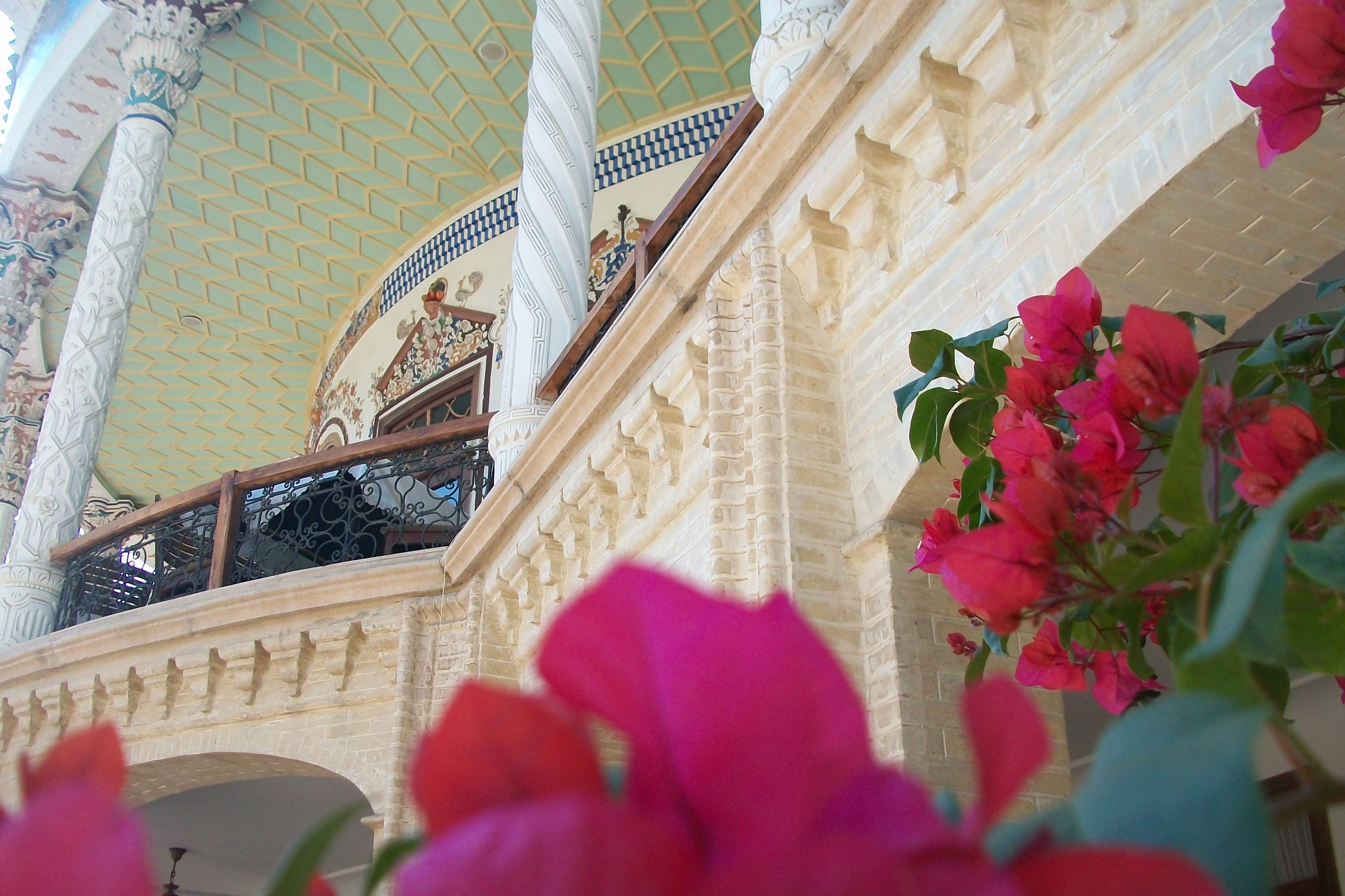
عمارت شاپوری
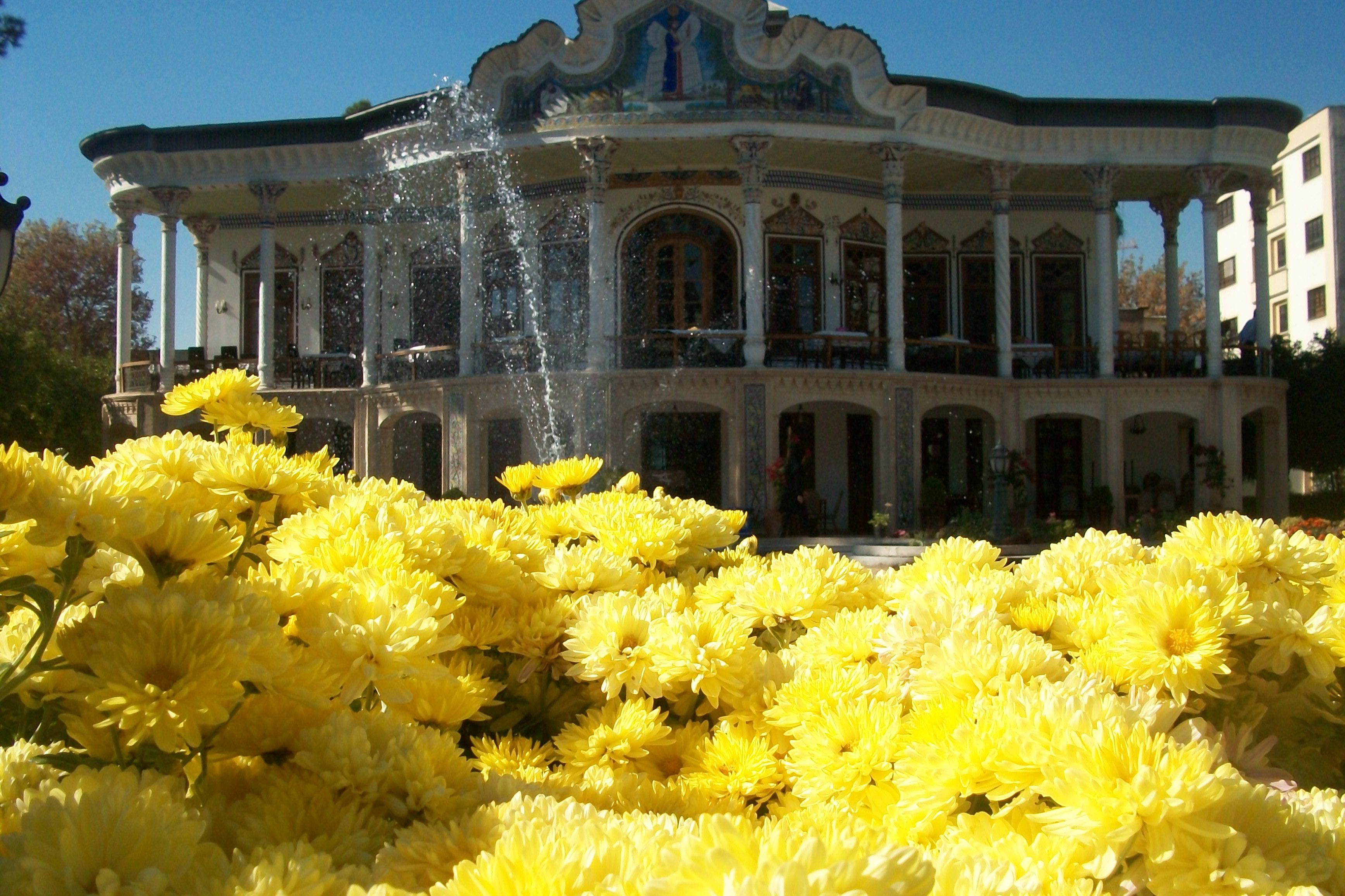
عمارت شاپوری
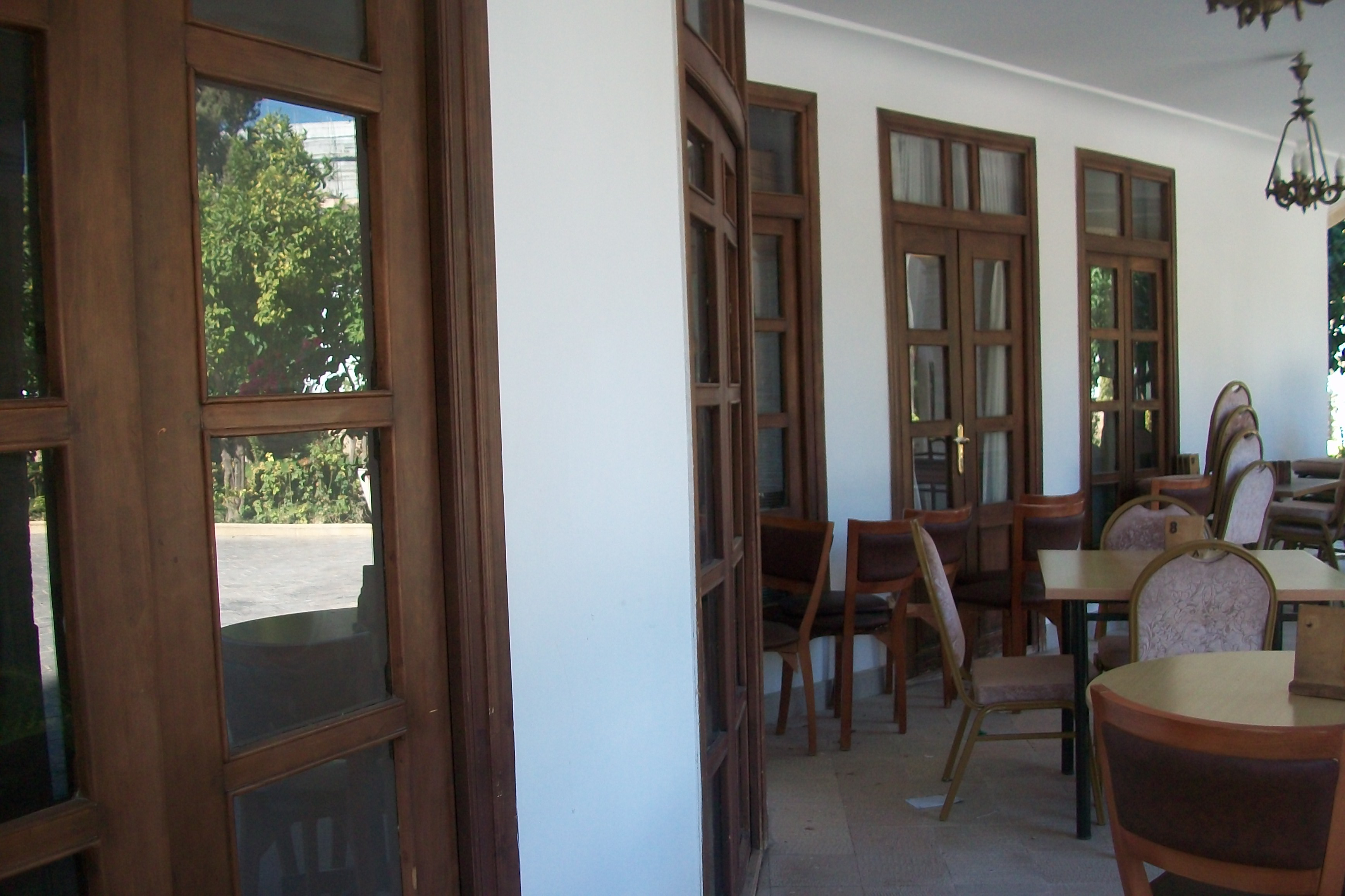
عمارت شاپوری
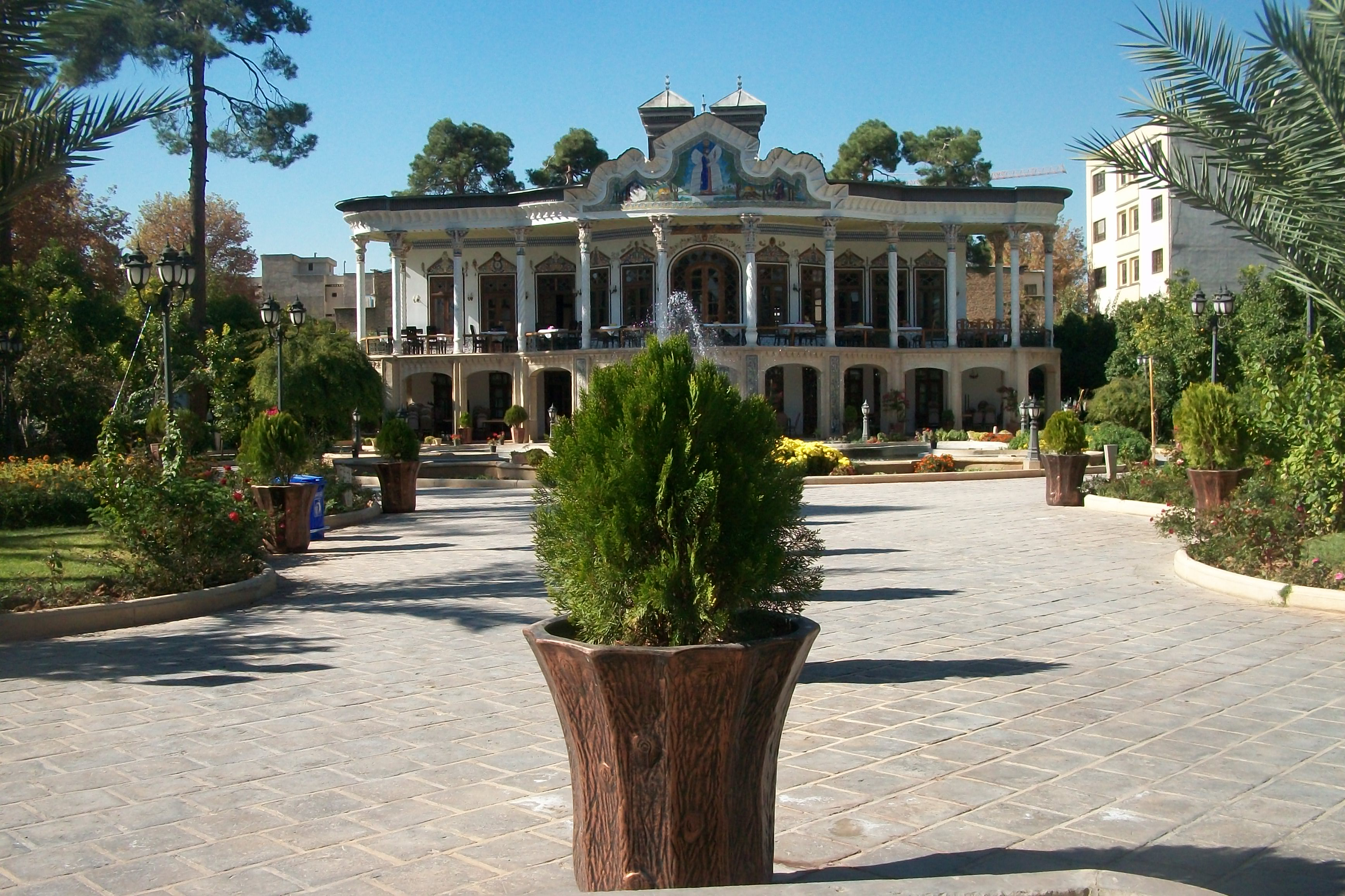
عمارت شاپوری
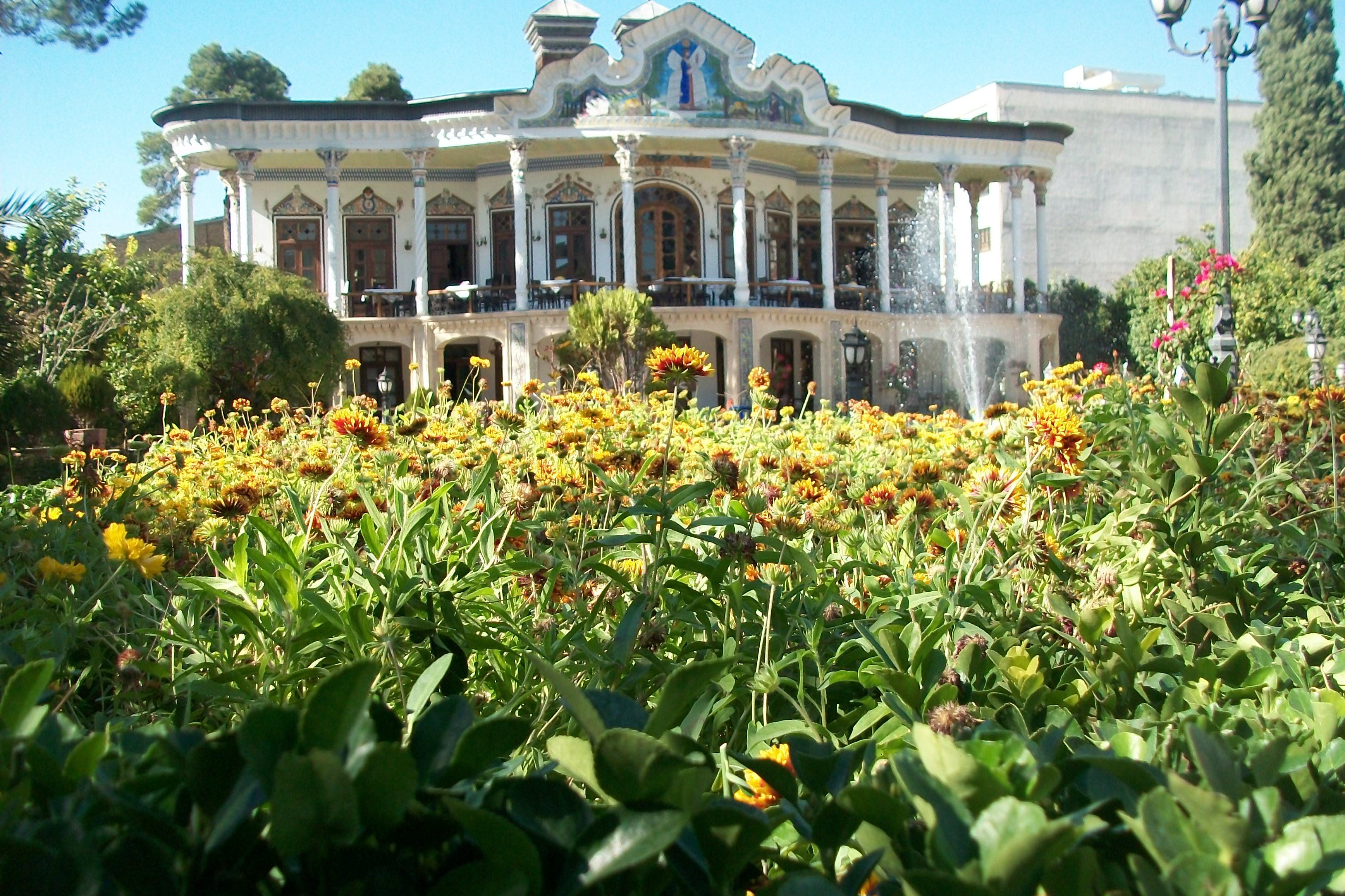
عمارت شاپوری
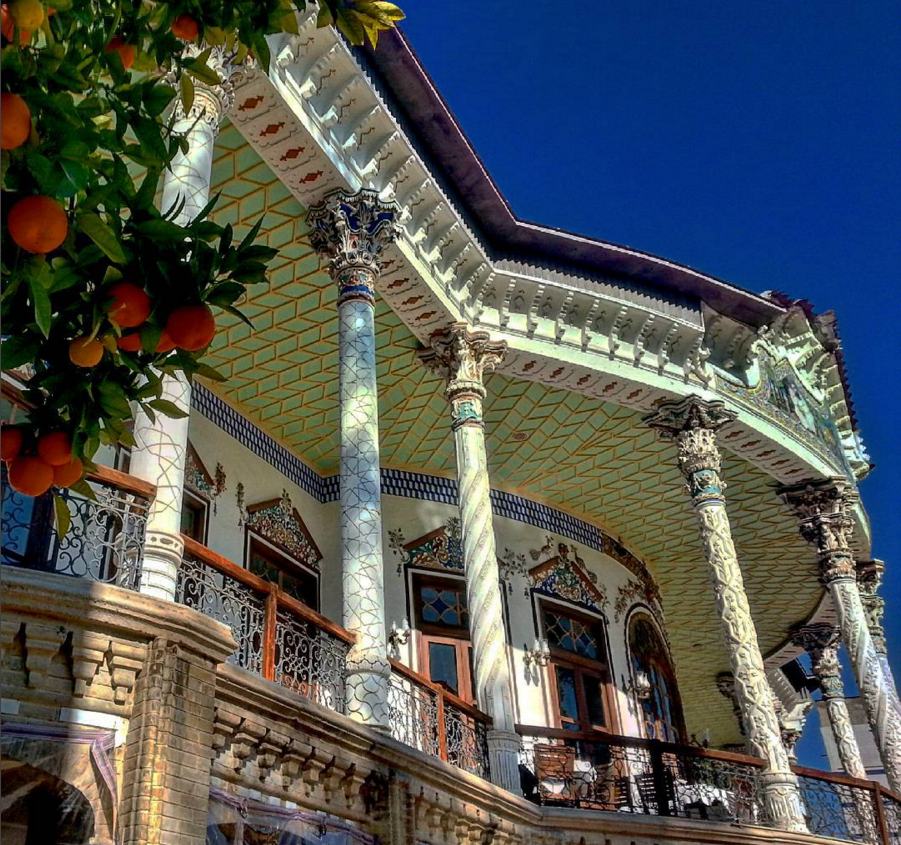